# Puerto San Julián
Puerto San Julián (früher auch englisch Port St Julian) ist ein natürlicher Hafen in der argentinischen Provinz Santa Cruz in Patagonien. Er liegt an der atlantischen Küste, zwischen den Häfen Puerto Deseado im Norden und Puerto Santa Cruz im Süden. In den Tagen der Segelschiffe befand sich hier, 180 Kilometer südlich von Puerto Deseado ein regulärer Ankerplatz an der Kap-Hoorn-Route. Heute ist Puerto San Julián auch der Name einer Kleinstadt mit 6.100 Einwohnern (Stand: 2001) am Hafen und Hauptstadt des Departamento Magallanes.

## Geschichte
Der Hafen erhielt seinen Namen vom portugiesischen Seefahrer Ferdinand Magellan, der am 31. März 1520 hier anlegte und im Hafen überwinterte. Magellan und seine Mannschaft trafen auf Einheimische, die von Antonio Pigafetta als „Riesen“ beschrieben wurden, und nannten diese Patagonier, was so viel wie „Großfüße“ bedeutet. Anfang April sah sich Magellan mit einer Meuterei konfrontiert, die von seinen spanischen Kapitänen geführt wurde, schlug sie jedoch nieder, richtete die Anführer der Meuterer – zwei Kapitäne, darunter Luis de Mendoza – hin und ließ einen anderen Kapitän sowie einen Geistlichen in Puerto San Julián zurück. Magellan verließ den Hafen am 21. August 1520 und fand am 21. Oktober die östliche Einfahrt der Passage, nach der er gesucht hatte und die nun seinen Namen trägt.

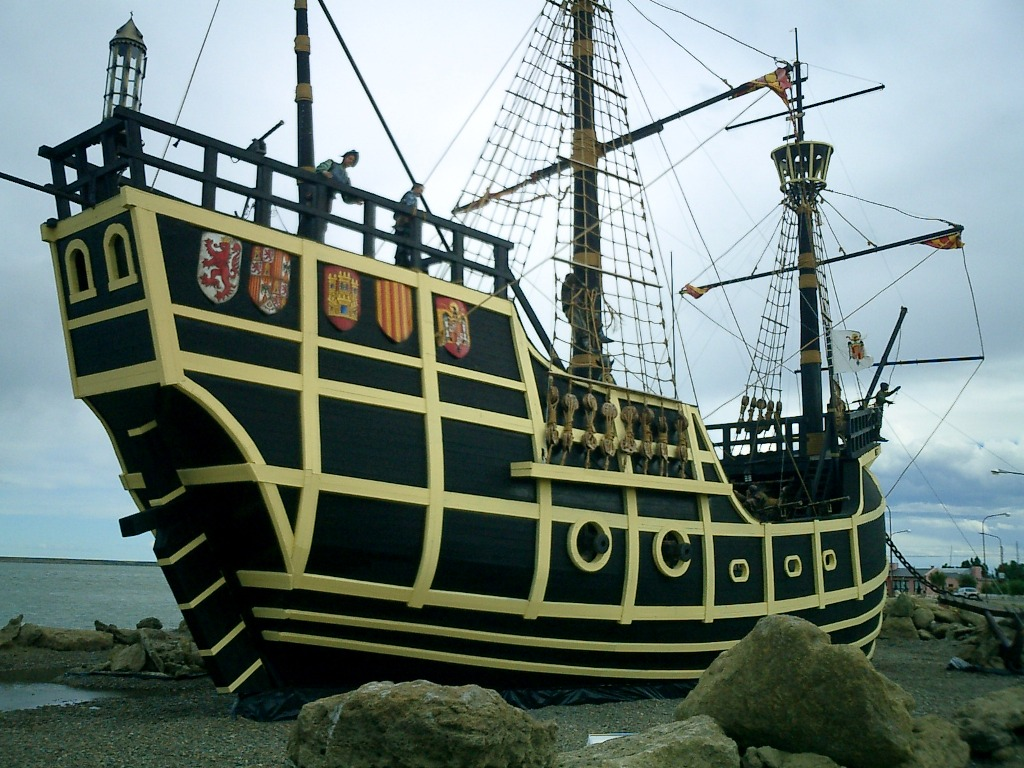
Nachbau eines von Magellans Schiffen, der Victoria, an der Uferpromenade von Puerto San Julián.

58 Jahre später, am 20. Juni 1578, kam Francis Drake auf seiner Weltumsegelung nach Port St Julian. Er fand die Überreste des Galgen, an dem Magellan die Meuterer hatte hinrichten lassen. Auch Drake hatte während seiner Fahrt Probleme mit der Unzufriedenheit in seiner Mannschaft und beschuldigte seinen Freund Thomas Doughty des Verrats und der Anstiftung zur Meuterei. In einer improvisierten Gerichtsverhandlung wurde Doughty für schuldig erklärt und am 1. Juli hingerichtet. Drake nutzte eine Predigt zehn Tage später, um neue, strengere Verhaltensregeln bekannt zu geben und seine alleinige Machtposition zu manifestieren. Im August verließen die Engländer Port St. Julian in Richtung Magellanstraße.
Der Hafen blieb weiterhin ein Anlaufpunkt auf Südamerikareisen. Die Expedition von Carlos Enriques Clerque und John Narborough  überwinterten hier ab dem 16. September 1670, bevor sie nach Valdivia weiterfuhren. Sie war auch eine Station auf der Reise der Beagle, die hier im Januar 1834 eintraf. Während die Mannschaft der Beagle ihre hydrografischen Untersuchungen durchführte, erkundete Charles Darwin die Geologie der Klippen nahe dem Hafen und fand Fossilien, von denen er annahm, dass es sich um die Wirbelsäule und das Hinterbein eines Mastodons handelte. Nach der Rückkehr nach England fand der Wissenschaftler Richard Owen heraus, dass die Knochen von einem riesigen Lama stammten.
Während des Falklandkrieges 1982 wurde der Flughafen von der argentinischen Luftwaffe genutzt. Zwei Jagdstaffeln mit Daggers und Douglas A-4 Skyhawks, flogen 149 Einsätze gegen die Briten während der 45 Tage des Krieges.

## Verkehr
Puerto San Julián liegt an der Nationalstraße 3, etwa 370 Kilometer nördlich von Río Gallegos und 430 Kilometer südlich von Comodoro Rivadavia. Eine weitere Straße führt in westliche Richtung durch die Ebene und gabelt sich nach etwa 80 Kilometer, wobei der rechte Abzweig zur Estancia Maria Esther und der linke nach Gobernador Gregores am Río Chico führt. Südöstlich der Stadt befindet sich ein kleiner Flughafen.